# Дуплет (динамическая защита)
«Дупле́т» (Нож-2) — модульный комплекс тандемной динамической защиты третьего поколения разработки ГП БЦКТ «Микротек». Является модернизированной версией комплекса «Нож». Предназначен для защиты боевых машин и стационарных объектов от артиллерийских кумулятивных снарядов калибром до 125-мм и тандемных кумулятивных средств поражения, ударно-кумулятивных боеприпасов типа   «ударное ядро», реактивных противотанковых гранат и цельнометаллических оперенных бронебойных подкалиберных снарядов.

## История создания
При разработке нового украинского танка «Оплот-М» перед ГП БЦКТ «Микротек» была поставлена задача разработать новую систему динамической защиты, способную эффективно защищать украинские танки от тандемных кумулятивных средств поражения. Учитывая, что в мировой практике ни одна из известных конструкций динамической защиты эффективно не противодействует тандемным боеприпасам, работу пришлось начинать с «нуля». Имеющиеся разработки динамической защиты «Нож» были использованы только в части общей концепции модулей динамической защиты ХСЧКВ. В результате проделанной работы общие схемы построения защиты основных проекций танка, модули динамической защиты и принцип работы новой системы оказались принципиально отличными от аналогов, использованных в комплексе «Нож». После проведения государственных испытаний в составе танка «Оплот-М» комплекс встроенной динамической защиты «Дуплет» был принят на вооружение украинской армии в июле 2009.

## Конструкция
Модули динамической защиты Дуплет сконструированы как неразборная конструкция с установленными внутри устройствами кумулятивной защиты. Модули выпускаются в виде параллелепипедов размером 250х125х36 мм или 250х125х26 мм, массой 2,8 кг и 2,1 кг соответственно.
ДЗ Дуплет  может быть использована в качестве встроенной защиты а также в виде навесных модулей как для защиты танков так и для защиты легких носителей. В случае попадания ПТС в носитель оснащенный блоками ДЗ Дуплет проломы основной брони исключаются.
Модули ДЗ Дуплет могут быть установлены в стандартные ячейки ДЗ Контакт в соотношении 1:2 (Один модуль ДЗ Дуплет  устанавливается в стандартную ячейку вместо двух элементов 4С20 или 4С22).

## Характеристика
- увеличение уровня защиты носителя в 1,5-2,5 раза.
- возможность защиты носителя от всех типов противотанковых средств, в особенности от бронебойных подкалиберных, с тандемной боевой частью, самоформирующихся боеприпасов типа «ударное ядро».
- Взаимозаменяемость с элементами встроенной системы динамической защиты 4С20 или 4С22 (производства РФ) в соотношении 1:2.[1]
- высокий уровень надежности срабатывания.
- защита от срабатывания при попадании пуль калибром до 14,5 мм и осколков.
- повышенная защита от воздействия высоких температур и влажности.
- возможность применения как на танках так и на легких носителях.

## На вооружении
- Украина – Министерство обороны Украины в 2009 году заказало 10 танков «Оплот-М» со встроенным комплексом «Дуплет». Стоимость заключенного контракта составляет 295 млн. грн. По состоянию на начало 2012 года из-за недофинансирования у украинской армии есть в своем арсенале только один танк БМ «Оплот». Вооруженные силы Украины планируют приобрести около 200 основных боевых танков БМ «Оплот» к 2025 году.[3]
- Таиланд - 1 сентября 2011 был заключен контракт на поставку в Таиланд 49 танков «Оплот-М»[4], оборудованных встроенным комплексом «Дуплет». Стоимость контракта $240 млн. 4 февраля 2014 года первая партия из 5 танков БМ «Оплот» поступила на вооружение Вооруженных сил Таиланда.[3]